# BBC Awards

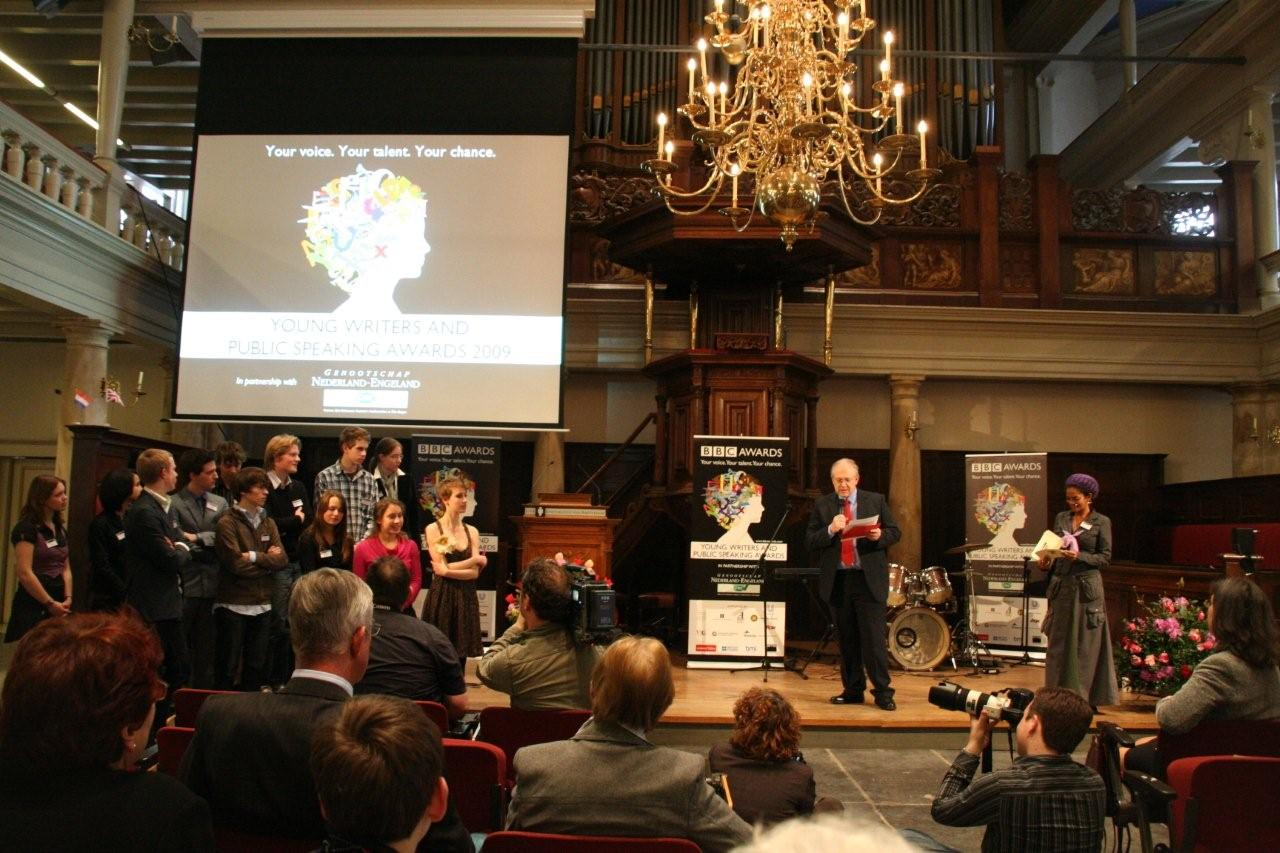
Uitreiking van de BBC Awards 2009 in het auditorium van de Universiteit van Amsterdam. Links de genomineerden, in het midden de Britse ambassadeur Lyn Parker en rechts journaliste Aldith Hunkar.

De BBC and ESU Public Speaking Awards, Young Writers Awards en Digital Voice Awards worden jaarlijks georganiseerd door de BBC Worldwide in partnership met het Genootschap Nederland-Engeland (voor Nederland sinds 1988) en Telenet NV (voor België sinds 2008) onder de auspiciën van de English Speaking Union (ESU) en ondersteund door diverse academische, culturele, sociale en commerciële instellingen. De prijzen zijn bedoeld voor jongeren van 16 tot 20 jaar in het middelbaar en hoger onderwijs die streven naar perfectie in het gebruik van de Engelse taal.

## Public Speakers Award
In deze Engelstalige speaking contest brengen de jongeren een vijf minuten durende speech over een opgelegd onderwerp, waarbij hun taalvaardigheid, presentatie, argumentatie en stijl wordt beoordeeld door een internationale jury.  De winnaar van de finale en de nummer twee mogen hun land vertegenwoordigen op de internationale finale in Londen tijdens de English Speaking Union International Speaking Competition.

## Young Writers Award
Voor de Young Writers Award dienen deelnemers een essay te schrijven van maximaal 600 woorden over een van tevoren opgelegd onderwerp, waarbij de jury oordeelt op basis van stijl, inhoud, originaliteit en taalvaardigheid. In tegenstelling tot de Public Speaking Awards kent deze wedstrijd geen tussenronde; vanuit de inzendingen wordt direct een shortlist opgesteld van acht genomineerden.